# Microtettigonia illcha
Microtettigonia illcha – gatunek prostoskrzydłego z rodziny pasikonikowatych i podrodziny Microtettigoniinae.

## Taksonomia
Gatunek ten opisany został w 2001 roku przez Davida C. Rentza.

## Opis
Ciało zielonkawe, samca długości 6,8 do 7,8 mm, a samicy 5,6 do 6,5 mm. Przedplecze wydłużone, przykrywające niemal całe pokrywy. Każdy wyrostek dziewiątego tergitu samców z brzusznym kolcokształtnym wyrostkiem w zewnętrznym kącie wierzchołkowym. Przysadki odwłokowe samca wyraźnie hakowate. Pokładełko samic dłuższe niż uda odnóży tylnych odnóży, proste i niepiłkowane u wierzchołka. Płytka nadanalna samca bardzo mała, a samicy bardzo szeroka, zaokrąglona, o bokach tępych a wierzchołku wciętym. Płytka subgenitalna samca bardzo krótka.

## Rozprzestrzenienie
Gatunek endemiczny dla Australii, znany wyłącznie z nadbrzeżnego rejonu na północ od Perth oraz Rottnest Island w Australii Zachodniej.